# Duggleby
Duggleby är en by i civil parish Kirby Grindalythe, i kommunen North Yorkshire, i grevskapet North Yorkshire, i England. Byn är belägen 10 km från Malton. Duggleby var en civil parish 1866–1935 när blev den en del av Kirby Grindalythe. Civil parish hade 155 invånare år 1931. Byn nämndes i Domedagsboken (Domesday Book) år 1086, och kallades då Difgelibi/Dighelibi.